# Svätý Peter
Svätý Peter és un poble i municipi d'Eslovàquia. El 2020 tenia 2.766 habitants.

## Descripció
Es troba a la regió de Nitra, al sud-oest del país. En concret, està a prop dels rius Danubi i Váh, i de la frontera amb Hongria.
Entre els monuments destacats del municipi hi ha l'Església catòlica de Santa Martina, barroca i amb una torre del 1730, amb un presbiteri de volta i nau de sostre pla. També hi ha una Església de la reforma d'una sola nau del 1784 amb una torre del segle xix. Destaca la casa pairal Zičiovský, que és un edifici barroc del segle xviii.

## Història
La primera menció escrita de la vila es remunta al 1332.
El 2012 es va registrar un niu de cigonya.

## Demografia
| Godina             | 1994 | 2004   | 2014   | 2024   |
| ------------------ | ---- | ------ | ------ | ------ |
| Nombre de persones | 2636 | 2611   | 2745   | 2700   |
| Diferència         |      | −0,94% | +5,13% | −1,63% |

| Godina             | 2023 | 2024   |
| ------------------ | ---- | ------ |
| Nombre de persones | 2708 | 2700   |
| Diferència         |      | −0,29% |